# Marumba II
Pour les articles homonymes, voir Marumba (homonymie).
Marumba II est un village du Cameroun situé dans le département de la Meme et la Région du Sud-Ouest. Il fait partie de la communauté urbaine de Kumba Ier.